# Heinrich Laube
Heinrich Laube (Szprotawa, 18 de setembro de 1806 — Viena, 1 de agosto de 1884) foi um dramatista, novelista e diretor de teatro da Alemanha.
Seus dramas não foram marcados por originalidade ou beleza poética; seu mérito reside no seu trabalho nos palcos. Como gestor de teatros foi inigualável na Alemanha, e seus serviços nessa área asseguraram seu nome na literatura alemã acima de seus escritos.

## Biografia
Heinrich estudou teologia nas universidades de Halle e Breslau (1826-1829), e se estabeleceu em Leipzig em 1832. Lá, tornou-se proeminente com seus ensaios políticos, na coleção intitulada Das neue Jahrhundert, em duas partes — Polen (1833) e Politische Briefe (1833) — e com a novela Das junge Europa, em três partes — Die Poeten, Die Krieger, Die Bürger — (1833-1837).
Por tais obras, nas quais ele critica severamente o regime político alemão, e por seu papel no movimento literário conhecido como Junges Deutschland, Heinrich passou a ser vigiado pela polícia, e seus trabalhos foram confiscados. Em 1834, no seu retorno de uma jornada à Itália com Karl Gutzkow, Laube foi expulso da Saxônia e preso por nove meses em Berlin. Em 1836, casou-se com a viúva do Professor Hanel de Leipzig; logo após foi preso novamente, desta vez por uma ano, por sua relação com grupos revolucionários.
Em 1839 ele retornou a Leipzig e começou a escrever peças. Entre suas produções iniciais se destacaram Monaldeschi (1845) e Struensee (1847); as comédias Rokoko, oder die alien Herren (1846), Gottsched and Gellert (1847) e Die Karlsschuler (1847), das quais o jovial Schiller é o herói.
Em 1848, Laube foi eleito no Parlamento de Frankfurt para o distrito de Elbogen, mas resignou no ano seguinte, quando foi apontado para diretor artístico do Burgtheater em Viena. Permaneceu no cargo até 1867, tendo sido um período produtivo, como evidenciado nas obrasGraf Essex (1856) e Montrose (1859), e seu romance histórico Der deutsche Krieg (1865-1866, 9 volumes), que captura graficamente um período da Guerra dos Trinta Anos.
Em 1869, tornou-se diretor do Stadttheater de Leipzig, mas retornou a Viena em 1870, onde, dois anos mais tarde, tornou-se líder do novo Stadttheater; apesar do curto período no cargo, gerenciou o teatro com grande sucesso até sua saída da vida pública em 1880. Heinrich deixou registros de seu trabalho em Viena e Leipzig nos três volumes Das Burgtheater (1868), Das norddeutsche Theater (1872) e Das Wiener Stadttheater (1875).
Mesmo após se aposentar, nos últimos cinco anos de sua vida ele escreveu os romances e novelas Die Bohminger (1880), Louison (1881), Der Schatten-Wilhelm (1883). Morreu em Vienna, em 1 de agosto de 1884.

## Trabalhos

### Outros romances
Além dos mencionados acima, outros de seus romances dignos de nota são:
- Das Glück (1837)
- Der Prätendent (1842)
- Die Grafin Chateaubriand (1843)

### Outros dramas
Outros dramas dignos de nota incluem:
- Böse Zungen (1868)
- Demetrius (1872)

### Trabalhos coletados
Seu Gesammelte Schriften (excluindo seus dramas) foi publicado em 16 vols (1875-1882); sua Dramatische Werke, em 13 vols (1845-1875); uma edição popular deste último em 12 vols (1880-1892). Uma edição do Ausgewählte Werke de Laube em 10 vols apareceu em 1906 com uma introdução de HH Houben.